# Rana chichicuahutla
Rana chichicuahutla là một loài ếch trong họ Ranidae. Chúng là loài đặc hữu của México.
Môi trường sống tự nhiên của chúng là hồ nước ngọt. Loài này đang bị đe dọa do mất môi trường sống.